# Йенсен, Макс
Макс Максимилиан Йенсен (нем. Max Maksymilian Jensen; 1860—1908) — немецкий художник-маринист. Представитель дюссельдорфской художественной школы.

## Биография
Родился в 1860 году в Берлине. Работал в последней трети XIX века. Известен как пейзажист, автор морских пейзажей. Жил и работал в Берлине, часто выезжал на пленэр на Северное и Балтийское моря, принимал участие в весенней ежегодной выставке в Гамбурге 1887 года и Академической выставке в Берлине 1888 года.
Макс Йенсен окончил Берлинскую академию художеств. Затем продолжил образование в Дюссельдорфской академии художеств. За период с 1819 по 1918 год представителями школы были около 4000 художников, Макс Максимилиан Йенсен является наиболее видным ее представителем.
Его работы экспонировались в Германии, Дании и Нидерландах. Немалым успехом пользовались его выставки в Гамбурге в 1887 и 1888 гг.
В 1888 году Макс Йенсен был назван одним из самых перспективных художников-маринистов молодого поколения.

Темой его картин чаще всего было бурное море, чайки кружащиеся над волнами, порты и всё, что связано с морской тематикой. Многие из его картин были утрачены во время Второй мировой войны. Сохранившиеся полотна М. Йенсена находятся, в основном, в частных коллекциях, а также иногда появляются на аукционах. Работы Макса Йенсена пользуются большой популярностью на аукционах, при этом реализованные цены варьируются от $1 000 до $15 000, в зависимости от размера работы.

Некоторые работы
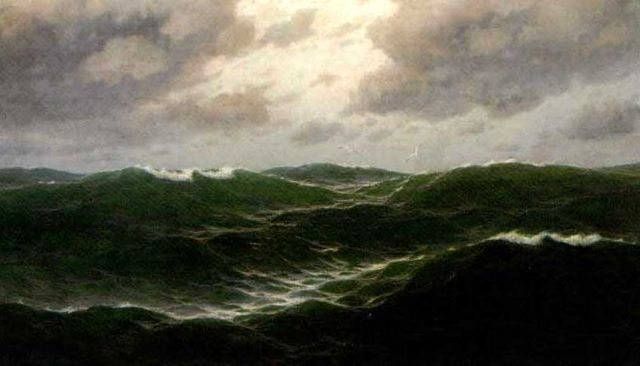
«Чайки, кружащиеся над морской зыбью»
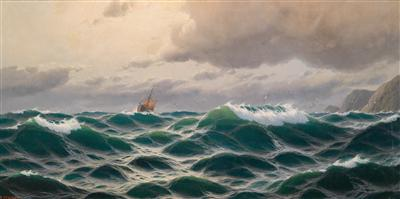
«Морской пейзаж с кораблем»